# 1615
1615 (MDCXV) je bilo navadno leto, ki se je po gregorijanskem koledarju začelo na četrtek, po 10 dni počasnejšem julijanskem koledarju pa na nedeljo.

## Dogodki
- 1. januar